# Kraljevi mamba (1992.)
Kraljevi mamba (engl. The Mambo Kings) je američki film iz 1992. godine. Film je ekranizacija romana (Kraljevi mamba sviraju ljubavne pjesme) (engl. The Mambo Kings Play Songs of Love) Oscara Hijuelosa koji je nagrađen Pulitzerovm nagradom za književno djelo 1990. 

## Radnja
Početkom 1950-ih braća Nestor (Antonio Banderas) i Cesar (Armand Assante) bježe iz Havane u New York poslije čarki s mafijaškim vlasnicima kluba u kojem su nastupali. Došavši u New York braća rade nisko kvalificirane poslove, želeći se okušati u mambo glazbi: 
U noćnom klubu gdje je Cesar kratko susreo mambo zvijezdu Tita Puente, stječe nove prijatelje i pravi poznanstva, ali sreće i djevojku koja prodaje cigarete Lannu Lake (Cathy Moriarty), koja se ubrzo zaljubljuje u Cesara.
Nestor, u međuvremenu, nije svjestan drugih žena, neprestano razmišljajući i skladajući istu pjesmu svojoj izgubljenoj ljubavi, Kubanci Mariji (Talisa Soto). 
Nakon što je slučajno susreo Delores (Maruschka Detmers), stidljivu mladu djevojku koja je željela postati učiteljica, Nestor piše inačicu balade "Beautiful Maria of My Soul". Kada ona zatrudni, odluče se vjenčati. Nestorova ljubavna balada prolazi zapaženo u klubu u kojem su braća Castor radili honorarno. Kubanski vođa sastava i američka televizijska zvijezda, Desi Arnaz (igra ga sin, Desi Arnaz, Jr.) želi kupiti baladu. Nakon ugodne večeri u Nestorovom i Deloresinom domu, Arnaz velikodušno poziva braću Castillos da pjevaju u jednoj epizodi negovog sitcom-a  I Love Lucy.
Slava ne traje pak dugo. Nestor nije tako ambiciozan kao njegov brat i želi samo biti vlasnik malog kluba. Zaljubljen je u Dolores, ali u toj vezi nedostalje strast koju je imao prema Mariji koja je ostala na Kubi.
Cesar, otkriva svoje prave osjećaje, da žena poput Dolores je u biti idealna za njega. Cesar otkriva Nestoru da je Marija otišla zajedno s kubanskim mafijašem kako bi spasila život Nestoru.
Jedne snježne noći dolazi do tragičnih posljedica kada automobil braće Castillo izlijeće s ceste i udara u drvo. 
Cesar, koji je sjedio na zadnjem sjedalu, je samo malo ogreban, dok Nestor koji je vozio automobil, gine tom prilikom. Cesarov život nije više isti. U sjećanje na svog brata, Cesar otvara mali klub, koji biva dobro prihvaćen. Dolores posjećuje Cesara u klubu i moli ga da joj otpjeva Nestorovu pjesmu.

## Uloge
- Armand Assante kao Cesar Castillo
- Antonio Banderas kao Nestor Castillo
- Cathy Moriarty kao Lanna Lake
- Maruschka Detmers kao Delores Fuentes
- Desi Arnaz, Jr. - Desi Arnaz (otac)
- Roscoe Lee Browne kao Fernando Perez
- Celia Cruz kao Evalina Montoya
- Vondie Curtis-Hall kao Miguel Montoya
- Talisa Soto kao Maria Rivera
- Tito Puente - on sam
- Thomas F. Duffy kao Mulligan
- Frank Grillo kao Machito

## Soundtrack
Objavljen je i istoimeni soundtrack na kojem pjesme pripadaju različitim stilovima mamba, rumbe, bolera i cha-cha-cha koje pjevaju i izvode zvijezde latinskoameričke glazbe: Tito Puente, Celia Cruz, Benny Moré, Johnny Pacheco i Arturo Sandoval, ali i globalno poznati izvođači koji imaju korijene u ov|im stilovima poput Linde Ronstadt i Los Lobosa. 
Osim toga, nekoliko pjesama izvodi, the Mambo All-Stars, sastav sastavljen od profesionalnih studijskih glazbenika iz New Yorka i Los Angelesa. Skoro sve pjesme su snimljenje isključivo za film, koji je kao i roman pokušao dočarati zvuk kubanske glazbe 50-ih.

## Vanjske poveznice
- Kraljevi mamba u internetskoj bazi filmova IMDb-a